# Betty
Betty és una pel·lícula dramàtica dirigida per Claude Chabrol, estrenada el 1992 i doblada al català.

## Argument
Espaordida i perduda entre París i Versalles, Betty segueix un home que el porta a un bar anomenat Le Trou (El forat). Beu molt. Una dona la recull i li dona allotjament. Betty ha estat casada, ha enganyat el seu marit, ha estat feta fora de la seva família política. Però qui en té la culpa ?

## Repartiment
- Marie Trintignant: Betty
- Stéphane Audran: Laure
- Jean-François Garreaud: Mario
- Yves Lambrecht: Guy
- Christiane Minazzoli Mme Etamble
- Pedra Vernier: el doctor
- Pierre Martot: Frédéric
- Thomas Chabrol: Schwartz
- Yves Verhoeven: Philippe
- Jean-Marc Rouleau: Florent
- Raoul Curet: el notari
- Gilbert Melki: el cambrer al Forat
- Jean-Michel Noirey: l'oncle
- Julie Marbeuf: Thérèse, la serventa